# Roman Szwed
Roman Szwed (ur. 1952) – polski naukowiec, informatyk, nauczyciel akademicki i przedsiębiorca. Założyciel i prezes zarządu spółki informatycznej Atende S.A.

## Kariera naukowa
W 1980 roku obronił doktorat z fizyki eksperymentalnej na Wydziale Fizyki Uniwersytetu Warszawskiego. Na początku lat 80. pracował w Europejskim Ośrodku Badań Jądrowych CERN k. Genewy, a następnie w latach 1985–1990 współpracował z Ośrodkiem Synchrotronu Elektronowego DESY w Hamburgu. Ma na swoim koncie kilkadziesiąt publikacji z zakresu fizyki jądrowej wysokich energii. W 1990 roku uzyskał stopień doktora habilitowanego z fizyki wysokich energii na UW. W sierpniu 1991 roku kierowany przez niego zespół Ośrodka Komputerowego Wydziału Fizyki Uniwersytetu Warszawskiego dokonał historycznego podłączenia Polski do światowego Internetu.

## Kariera zawodowa
W październiku 1991 zainicjował i został dyrektorem nowo utworzonego Pionu Zaawansowanych Systemów Komputerowych w Przedsiębiorstwie Produkcyjnym ATM. Nowa jednostka biznesowa prowadziła dystrybucję rozwiązań komputerowych Silicon Graphics, przede wszystkim dla potrzeb środowisk naukowych. Na zasadzie kontynuacji w 1994 rozpoczęła działalność spółka ATM Sp. z o.o., której prezesem został Roman Szwed. ATM brał aktywnie udział w rozwoju akademickich ośrodków obliczeniowych i był współtwórcą łączącej te ośrodki w różnych miastach sieci rozległej, która stała się zalążkiem dzisiejszej sieci Pionier. ATM jako pierwsza w kraju firma już w 1992 została podłączona do Internetu; stała się jednocześnie pierwszą firmą w Polsce oferującą dostęp do globalnej sieci Internet. W roku 2001 spółka rozpoczęła działalność telekomunikacyjną pod marką ATMAN. ATMAN stał się największą komercyjna siecią światłowodową oferującą szerokopasmowy dostęp do Internetu i największym w Polsce dostawcą usług kolokacyjnych. Roman Szwed pełnił funkcję prezesa zarządu ATM w latach 1994–2012 współzarządzając spółką wraz z Tadeuszem Czichonem, który pełnił funkcję wiceprezesa ds. finansowych.
W 2010 roku działalność związana z integracją systemów teleinformatycznych została wydzielona z ATM do nowej spółki ATM Systemy Informatyczne – dzisiejszej Atende, która zadebiutowała na Giełdzie Papierów Wartościowych w Warszawie w 2012. Roman Szwed został jej prezesem. Firma przekształciła się w grupę kapitałową konsolidującą dziewięć spółek świadczącą usługi integracyjne, produkcji i integracji oprogramowania, i produkcji zaawansowanych dedykowanych urządzeń elektronicznych.
Wieloletni członek Rady Polskiej Izby Informatyki i Telekomunikacji.

## Prywatnie
Jego hobby to narciarstwo, pływanie i żeglarstwo. Jest żonaty, ma troje dzieci.

## Odznaczenia i nagrody
1996 – Info STAR’96 nagroda w kategorii Osiągnięcia Biznesowe
2005 – nagroda INFO-STAR w kategorii Rozwiązania Informatyczne
2006 – nagroda Top Manager Manager Magazine w kategorii Media, Telekomunikacja, IT
2007 – Złota Antena w kategorii Manager Roku
2013 – Złoty Krzyż Zasługi od Prezydenta RP za działalność na rzecz rozwoju społeczeństwa informacyjnego
2018 – Medal Polskiego Towarzystwa Informatyki z okazji 70-lecia polskiej informatyki